# رقية محمد (عداءة)
رقية محمد المرزوقي هي لاعبة ألعاب قوى وعداءة إماراتية.

## الميداليات والألقاب
استطاعت رقية محمد إحراز العديد من الميداليات والألقاب خلال مشاركاتها بالبطولات الإقليمية والدولية المختلفة، ويوضح الجدول التالي أهم الميداليات التي حققتها والمراكز التي احتلتها خلال مسيرتها:
| السنة | البطولة                                   | الميدالية/المركز | المسابقة                       | ملاحظات                                        |
| ----- | ----------------------------------------- | ---------------- | ------------------------------ | ---------------------------------------------- |
| 2016  | دورة الألعاب للأندية العربية للسيدات 2016 | برونزية          | سباق 800 متر                   | استطاعت إنهاء السباق في زمن قدره 2:15:49 دقيقة |
| 2019  | جري سيدات الشارقة                         | برونزية          | سباق 10000 متر جري             | أنهت السباق في زمن قدره 56:12                  |
| 2020  | دورة الألعاب للأندية العربية للسيدات 2020 | فضية             | سباق 10000 متر جري             | أنهت السباق في زمن قدره 54:10.86 دقيقة         |
| 2021  | بطولة الإمارات الفردية لاختراق الضاحية    |                  | اختراق الضاحية - سباق 3000 متر |                                                |